# Sextus Quintilius Valerius Maximus
Sextus Quintilius Valerius Maximus est un homme politique de l'Empire romain, actif au IIe siècle, mort exécuté en 183 sur l'ordre de l'empereur Commode.

## Biographie et fonctions
Il est consul en 151 avec son frère Sextus Quintilius Condianus.